# Antena direcional
Antena direcional é um dispositivo que tem a propriedade de enviar ou receber ondas eletromagnéticas com mais eficiência em algumas direções do que em outras. A diretividade máxima dessa antena é significativamente maior do que a de uma antena dipolo de meia onda.
As antenas direcionais possuem características de radiação que levam à concentração de potência radiada numa determinada direção do espaço, estas características são: alta diretividade ou ganho, feixe de meia potência estreito e alta relação frente-costas.

## Funcionamento

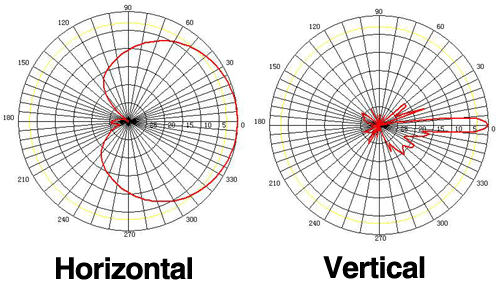
Forma do sinal das antenas direcionais.

Antena é um dispositivo que transforma energia eletromagnética guiada pela linha de transmissão em energia eletromagnética irradiada, ou o contrário, isto é, transforma energia eletromagnética irradiada em energia eletromagnética guiada para a linha de transmissão. Portanto, a função da antena é primordial em qualquer comunicação realizada por radiofrequência.
Nas antenas direcionais a forma de transmissão de onda é baseado no modelo padrão de radiação mais simplificado. A radiação cone esfera é a mais utilizada, pois nesse modelo o ganho de sinal em todas as direções é uniforme.

## Modelos

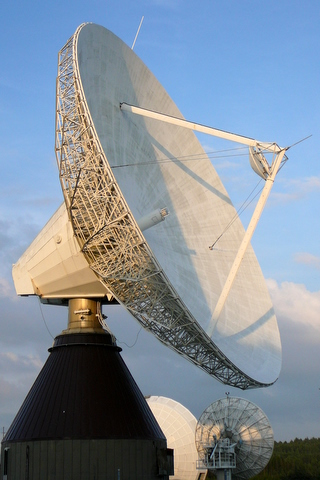
Modelo de antena direcional.

## Modelos[2]

### Antenas setoriais
Consiste em concentrar o sinal em apenas 90°, ideais para instalar no canto de um comodo, dando um maior aproveitamento de sinal no ambiente, e uma perda miníma de sinal nas outras direções.
A maioria das antenas setoriais trabalham com ganho de 12 a 17 dBi. Embora no papel a diferença possa parecer pequena, uma antena de 17 dBi trabalha com uma potência de transmissão pouco mais de 3 vezes maior que uma de 12 dBi.
Duas variações das antenas setoriais são as patch antenas (antenas de painel) e as round patch antennas (antenas circulares).
As patch antenas são antenas quadradas, que contêm internamente uma folha de metal. Elas trabalham com um ângulo de cobertura mais aberto do que as antenas setoriais, mas em compensação oferecem menos ganho, servindo como uma espécie de meio-termo entre elas e as antenas ominidirecionais
As antenas round patch seguem o mesmo princípio, mas são redondas. Devido a isso, elas são muitas vezes instadas no teto (como se fosse um soquete de lâmpada) de forma a irradiar o sinal igualmente por todo o cômodo.

### Antenas Yagi
Possuem um maior aproveitamento de sinal que a antena setorial, porém cobrem uma área muito pequena, geralmente entre 25° e 30°,portanto são úteis para cobrir áreas mais específicas e devem ser direcionadas exatamente para a fonte.
O foco concentrado resulta em um ganho muito maior do que o das antenas setoriais. A maior parte das antenas yagi à venda oferecem ganho de 14 a 19 dBi, mas não é incomum ver antenas com até 24 dBi.
Estas antenas são úteis para cobrir alguma área específica, longe do ponto de acesso, ou interligar duas redes distantes. Usando duas antenas yagi de alto ganho é possível criar links de até 25 km, o que é mais de 150 vezes o alcance inicial.
Para melhores resultados, uma antena deve ficar apontada exatamente para a outra, cada uma no topo de um prédio ou morro, de forma que não exista nenhum obstáculo entre as duas. Em instalações profissionais é usado um laser para fazer um ajuste fino no final da instalação, "mirando" as duas antenas
As yagi são também o melhor tipo de antena a usar quando é preciso concentrar o sinal para "furar" um obstáculo entre as duas redes, como, por exemplo, um prédio bem no meio do caminho. Nestes casos a distância atingida será sempre mais curta, naturalmente.
Uma solução muito adotada nestes casos é usar um repetidor instalado em um ponto intermediário, permitindo que o sinal desvie do obstáculo. 

### Antenas parabólicas
São antenas mais direcionadas que as yagi, consequentemente podem ser usadas para transmissão de informação em grandes distâncias.
A maioria das miniparabólicas disponíveis no mercado oferecem ganhos de 22 a 24 dBi, mas pesquisando é possível encontrar antenas com ganhos ainda maiores. Para uso profissional, existe também a opção de usar antenas parabólicas com refletor sólido, que oferecem ganhos de até 32 dBi. Entretanto, devido ao alto ganho, é muito difícil usar uma (legalmente) sem obter a licença apropriada junto à Anatel (veja mais detalhes sobre essa questão da legislação a seguir).
Usar uma antena de maior ganho aumenta tanto a capacidade de transmissão quanto de recepção do ponto de acesso, permitindo tanto que o sinal transmitido se propague por uma distância maior quanto que ele seja capaz de captar o sinal fraco de clientes distantes, desde que eles sejam instalados dentro do foco da antena (que se torna cada vez mais estreito conforme aumenta o ganho).
Ao criar links de longa distância, é necessário usar antenas de alto ganho tanto no ponto de acesso quanto no cliente, o que soma o ganho das duas antenas, aumentando exponencialmente o alcance. Em situações ideais, é possível criar links com 25 ou até mesmo 30 km, combinando duas antenas de alto ganho, perfeitamente alinhadas.
Uma curiosidade é que alguns fabricantes estão passando também a incorporar placas wireless USB às antenas, de forma a torná-las mais atrativas, permitindo que você instale a placa com a antena diretamente em uma porta USB disponível, sem precisar se preocupar com pigtails e conectores. Como os adaptadores wireless USB estão cada vez mais baratos, isso tende a se tornar mais comum.

## Aplicações
As antenas são usadas para transmitir e receber sinais, como nos casos de:
- Antenas parabólicas de Tv
- Satélite
- Radar
- Roteador wifi